# Passage du Trône
Pour les articles homonymes, voir Trône (homonymie).
Le passage du Trône est une voie du 11e arrondissement de Paris, en France.

## Situation et accès
Le passage du Trône est situé dans le 11e arrondissement de Paris. Il débute au 3 ter-5, boulevard de Charonne et se termine au 8, avenue de Taillebourg.

## Origine du nom
Il porte ce nom en raison de sa proximité avec l'avenue du Trône.

## Historique
Cette voie est classée dans la voirie parisienne par arrêté municipal du 12 août 1992.

## Bâtiments remarquables et lieux de mémoire
- No 1 : consulat général d'Algérie à Paris.